# Hörneborg, Örnsköldsvik

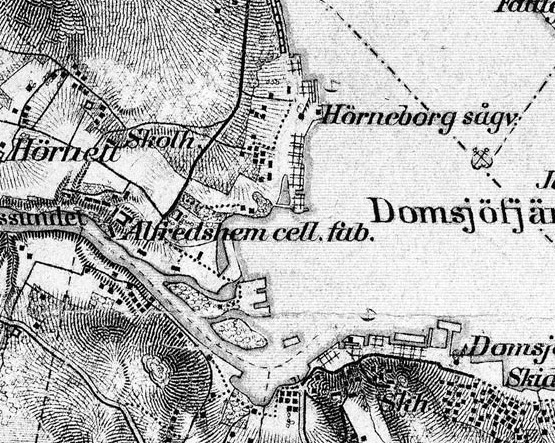
Hörneborgs ångsåg och Alfredshems cellulosafabrik på generalstabskartan från 1900-talets första decennium.

Hörneborg är ett industriområde och en hamn vid Örnsköldsviksfjärden inom Örnsköldsviks tätort, norr om Alfredshem. På 1860-talet fanns här en lastageplats för utskeppning av timmer. År 1874 anlades Hörneborgs ångsåg, som bedrev en oregelbunden verksamhet fram till 1917. Den ersattes av Mo och Domsjö AB:s Treetexfabrik och senare även en snickeri- och trähusfabrik (Modohus). Idag ligger bland annat ett kraftvärmeverk i Hörneborg.

## Hörneborgs ångsåg
Vid mitten av 1860-talet anlades en lastageplats vid Moälvens utlopp där timmer skeppades ut till olika inköpare, bland andra norrmannen Jens Bing som var bosatt i Stockholm och Johan August Enhörning från Sundsvall. Efter en tvist med markägarna i Hörnett övertogs anläggningarna av inköparnas lokala ombud, Johan Adolf Fahlgren, vars bror Carl Alfred Fahlgren ägde det angränsande området Alfredshem. Carl Alfred Fahlgren hade 1872 börjat bygga en ångsåg, och 1874 gjorde brodern detsamma. Hans tidigare uppdragsgivare ägde sågverk som kallades för Klampenborg respektive Kubikenborg. Johan Adolf Fahlgren följde samma mönster när han skulle namnge sin industri och lånade förleden från byn Hörnett, där marken var belägen.
Hörneborgs ångsåg hade till att börja med bara en sågram. Byggnaden drabbades snart av eldsvåda, vilket ledde till ett längre uppehåll i verksamheten. Långivarna drog sig då tillbaka och Johan Adolf Fahlgren försattes i konkurs 1876. Sågen övertogs av Johan Herman Larsson, som expanderade med ytterligare en sågram.  Även Larsson tvingades emellertid gå i konkurs, och efter ytterligare några transaktioner blev Carl Lindahl ägare. Han uppförde ett hyvleri och ett magasin. Verksamheten förblev problematisk och ägarna avlöste varandra. År 1908 övertogs Hörneborgs sågverk av trävaruhandlaren Andreas Strandberg som höll igång verket periodvis fram till 1917.

## Mo och Domsjös industrier
Under början av 1900-talet låg Hörneborgs ångsåg på mark som ägdes av Mo och Domsjö AB. Bolaget hade efterträtt Carl Alfred Fahlgren som ägare av Alfredshem och hade där anlagt en sulfitmassafabrik. Sedan sågverket lagts ned revs det av Mo och Domsjö. Anläggningen ersattes 1930 med en fabrik för produktion av träfiberskivor i bolaget Mo och Domsjö Wallboard Company AB, som 1938 fick namnet Mo och Domsjö Treetex AB.  Senare tillkom en snickeri- och trähusfabrik (Modohus).

## Nuvarande verksamhet
År 2009 invigdes Övik Energis kraftvärmeverk i Hörneborg.